# Tamara Ivanivna Buzhiievska
Tamara Ivanivna Buzhiievska (tiếng Ukraina: Тамара Іванівна Бужієвська; sinh ngày 26 tháng 3 năm 1935, Poltava) là một nhà di truyền học y khoa, bác sĩ nhi khoa và giáo viên Ukraina. Bà tốt nghiệp bằng Tiến sĩ khoa học Y khoa năm 1984 và được phong hàm Giáo sư năm 1988. Bà được trao Giải thưởng Nhà nước Ukraina về Khoa học và Công nghệ năm 1998. Bà chuyên môn nghiên cứu về đột biến cảm ứng, giám sát di truyền. Bà đã lập ra một trường học giảng dạy về di truyền học y khoa.
Công việc đầu tiên của bà là bác sĩ nhi khoa. Sau này bà đã thay đổi lĩnh vực công tác, trở thành nghiên cứu sinh tại Viện Sinh học Phân tử và Di truyền học thuộc Viện Hàn lâm Khoa học Liên Xô trong 20 năm, từ năm 1969 đến năm 1989. Bà có một thời gian giữ chức trưởng Khoa Di truyền học người tại đây. Bà là người sáng lập đồng thời là Trưởng khoa Di truyền Y khoa tại Đại học Y tế Quốc gia Shupyk Ukraina (1989-2000). Bà là tác giả của hơn 150 bài báo khoa học. Bà là cựu sinh viên của Giáo sư Hershenzon Serhii Mykhailovych.

## Tiểu sử
Bà sinh ngày 26 tháng 3 năm 1935 tại Poltava.
Năm 1958, bà tốt nghiệp Viện Y Kyiv. Sau khi tốt nghiệp, bà trở thành nghiên cứu sinh tại Viện nghiên cứu Dịch tễ học và Vi sinh vật học N. F. Gamaleya ở Moskva. Tại viện, bà chuyên tâm nghiên cứu về virus đường hô hấp, đặc biệt là cúm.
Sau khi hoàn thành nghiên cứu sau đại học vào năm 1963 với luận án về "Chẩn đoán sớm bệnh cúm ở trẻ sơ sinh", bà được trao bằng Phó tiến sĩ Y học (tiếng Ukraina: кандидата медичних наук).
Bà đã quan tâm tới di truyền học từ khi còn là sinh viên. Bà đã gặp Giáo sư Serhii Gershenzon khi bà theo học một khóa học về di truyền và trở thành sinh viên của ông. Bà đã có một thời gian làm việc tại Bệnh viện Lenin ở thành phố Holguín của Cuba. Trong thời gian đó, bà cũng bắt đầu tiếp cận với lĩnh vực tế bào học, sản xuất các chế phẩm nhiễm sắc thể.
Cuối thập niên 1960, khi này bà đã trở về Kyiv, bà nhận được lời mời của Serhiy Gershenzon về làm việc tại Khoa Sinh học Phân tử và Di truyền học mới được thành lập (sau này trở thành Viện IMBG). Năm 1969, bà bắt đầu làm việc dưới sự hướng dẫn của Gershenzon. Tại IMBG, bà đã nghiên cứu tập trung các vấn đề về gây đột biến và giám sát di truyền. Nghiên cứu của bà đã chứng minh rằng vắc-xin sống có thể gây đột biến.
Từ năm 1978 đến năm 1982, bà là thư ký khoa học (tiếng Ukraina: Учений секретар) của hội đồng khoa học chuyên ngành của IMBG. Từ năm 1980, bà là người sáng lập và đứng đầu Khoa Di truyền học người, được tổ chức lại từ Phòng thí nghiệm Di truyền tế bào xôma của động vật có vú và con người. Tại đây, bà đã tiếp cận với lĩnh vực đột biến sinh học. Bà nghiên cứu về protein, vắc-xin, v.v. để gây đột biến.
Năm 1984, bà được trao bằng Tiến sĩ khoa học Y học sau khi bảo vệ thành công luận án về "Đột biến sinh học do virus gây ra trong tế bào động vật có vú". Ba năm sau, theo lời mời của Hiệu trưởng Viện Nghiên cứu Y học Cao cấp Nhà nước Kyiv (KSIMS), Vitalii Mykolaiovych Hyrin, bà được bổ nhiệm làm Giáo sư Khoa Sơ sinh và Trưởng khóa học Di truyền học Y khoa, do bà sáng lập.
Năm 1988, bà được phong học hàm giáo sư. Cùng với Phó tiến sĩ Y học Halynoiu Koblianskoiu, bà đã thành lập Trung tâm Chuyên ngành Di truyền học Y khoa tại bệnh viện Okhmatdyt. Năm 1989, trên cơ sở bộ môn di truyền học y khoa, Khoa Di truyền học Y khoa được thành lập tại Đại học Y khoa Nhà nước Kyiv, và bà trở thành trưởng khoa đầu tiên.
Từ năm 1997, bà là thành viên của Viện Hàn lâm Khoa học New York. Một năm sau, bà và các cộng sự đã được trao Giải thưởng Nhà nước Ukraina về Khoa học và Công nghệ "cho loạt công trình khoa học 'Tác dụng gây đột biến của acid nucleic và virus'".
Năm 2000, bà hoàn thành sự nghiệp khoa học và nghỉ hưu. Từ năm 2018, bà được nhận học bổng nhà nước trọn đời của Bộ Giáo dục và Khoa học Ukraina.
Bà là tác giả của hơn 150 bài báo khoa học. Bà là cố vấn khoa học và người hướng dẫn luận án tiến sĩ của khoảng 10 tiến sĩ khoa học và phó tiến sĩ. Các sinh viên nổi tiếng của bà có thể kể đến như Liubov Lukash, Vira Halahan, Nataliia Horovenko, Larysa Sheiko,...

## Tác phẩm khoa học (chọn lọc)
- "Ранняя диагностика гриппа у новорожденных": luận văn Phó tiến sĩ Y khoa / Viện Giáo dục Y khoa Nâng cao Kyiv. — Kyiv: [không rõ nhà xuất bản], 1963.
- "Аденовірусні захворювання". — T. I. Buzhiievska; Kyiv, 1964
- "Індукція генних мутацій у клітинах ссавців під дією РНК-вірусу грипу" // Buzhiievska T. I., Lukash L. L., Melnychenko V. S., Shved A. D. Báo cáo của Viện Hàn lâm Khoa học CHXHCNXV Ukraina, loạt B. — 1981. — số  9. — tr. 63—66.
- "Действие некоторых профилактических прививок на хромосомы лимфоцитов периферической крови человека" // Chaikovskaia T. L., Buzhyevskaia T. Y., Frolova L. Y., Chudnaia L. M.; Tsytolohyia y henetyka. — 1981. — tập 15, số 3. — tr. 59-61.
- "Вирусиндуцированный мутагенез в клетках млекопитающих" — Buzhyevskaia T. Y.; Kyiv: Nauk, dumka, 1984. — 132 tr.
- "Генетические последствия загрязнения окружающей среды" / [Baryliak Y. R., Buzhyevskaia T. Y., Bыkorez A. Y. và đồng nghiệp.; biên tập bởi T. Y. Buzhyevskaia]; Viện Hàn lâm Khoa học CHXHCNXV Ukraina, Viện Sinh học Phân tử và Di truyền học. — Kyiv: Nauk, dumka, 1989. — 228 tr[1]
- "Мутагенное действие природных и синтетических полинуклеотидов" / [М. Г. Айзензон, Ю. Н. Александров, Т. И. Бужиевская и др.; Отв. ред. В. В. Моргун]; АН УССР, Ин-т физиологии растений и генетики. — Kyiv: Nauk. dumka, 1990. — 123 tr.
- "Анеуплоидия у человека (факты и гипотезы)" // Buzhyevskaia T. Y., Vыhovskaia T. V.; Tsytolohiia i henetyka, 1990, tập 24, số 3, tr. 66-72.
- "Генетика эндокринных заболеваний" / E. A. Benykova, T. Y. Buzhyevskaia, E. M. Sylvanskaia ; Viện Hàn lâm Khoa học Ukraina, Viện Sinh học phân tử và Di truyền học. — Kyiv: Naukova dumka, 1993. — 398 tr.
- "О генетических исследованиях аварии на Чернобыльской АЭС" / T. Y. Buzhyevskaia, T. L. Chaikovskaia // Báo cáo của Viện Hàn lâm Khoa học CHXHCNXV Ukraina. — 1994. — số  1. — tr. 77–80.
- "Генетичні чи екогенетичні наслідки Чорнобильської аварії? Факти та гіпотези" // ЦГ. 1996. tập 30, số 4
- "Евгеника: 100 лет спустя" // Hershenzon S. M., Buzhyevskaia T. Y.; Chelovek. — 1996. — số 1.
- "Мутагенна дія нуклеїнових кислот і вірусів" /S. M. Hershenzon, Yu. M. Aleksandrov, S. S. Maliuta, T. I. Buzhiievska, I. S. Karpova, K. A. Larchenko. — Nhà xuất bản: Знання, 1999. — 29 tr.
- "Основи медичної генетики": giáo trình cho sinh viên và thực tập sinh y khoa năm thứ 3-4 / T. I. Buzhiievska. — Kyiv: Zdorovia, 2001. — 135 tr.
- "Генетика репродукции": [sách hướng dẫn bác sĩ, nhà sinh học, sinh viên] / S. V. Denysenko, A. S. Daryi, M. Y. Kononenko, T. Э. Zerova — Liubymova ; biên tập khoa học bởi T. Y. Buzhyevskaia — Nhà xuất bản: Ферзь-ТА, 2008. — 652 tr.